# Borneo-kat
Borneo katten (latin: Catopuma badia) er et kattedyr, som lever endemisk på øen Borneo. Den ses sjældnere i forhold til øens andre små kattedyr og klassificeres som moderat truet af organisationen IUCN. Der menes at findes mindre end 2500 kønsmodne individer (i 2007) og tallet er faldende.
Et fuldvoksent individ menes at veje omkring 3-4 kg, men der vides ikke meget om Borneo-katten, da kun få individer er blevet undersøgt.